# Fenais
Os Fenais são uma aldeia da localidade da Vila da Praia, Concelho de Santa Cruz da Graciosa, ilha Graciosa, arquipélago dos Açores.
Esta localidade encontra-se na orla costeira formada pelo Pico da Furna do Enxofre e encontram-se nas próximidades do Alto do Sol e do Carapacho, onde se localizam as Termas do Carapacho e a Baía da Engrade.